# Francisco Elvira Cuadrado
Francisco Elvira Cuadrado (Argecilla, 1910 - Casayo, 27 de julio de 1946) fue un militar y guerrillero antifranquista español, conocido por su liderazgo en la resistencia comunista durante la dictadura franquista.

## Trayectoria
Francisco Elvira Cuadrado, militante activo del PCE, participó en la guerra civil española como combatiente en el Ejército Republicano. Con la derrota republicana en 1939 y la instauración del régimen franquista, Elvira fue encarcelado y trasladado al campo minero de Casaio, un centro de trabajos forzados donde sufrió duras condiciones de vida y trabajo. En mayo de 1944, logró escapar del campo, trasladándose al Barco de Valdeorras para integrarse en la resistencia antifranquista y unirse a la lucha guerrillera.
Rápidamente, Elvira demostró su liderazgo y asumió el rol de jefe militar de la 2.ª Agrupación Guerrillera, destacándose en la organización y dirección de operaciones contra el régimen en las zonas de Galicia y León. Bajo su mando, la agrupación realizó acciones estratégicas de resistencia y sabotaje, convirtiéndose en una de las fuerzas clave en la lucha contra el franquismo en el noroeste de España.
En marzo de 1945, con el objetivo de fortalecer el movimiento guerrillero, Elvira se incorporó al Estado Mayor de la Federación Guerrillera de Galicia-León. Desde esta posición, promovió activamente la unidad entre las facciones comunistas y socialistas, esforzándose por evitar divisiones y fragmentaciones en la resistencia. La Federación Guerrillera, de la cual Elvira fue un defensor clave, buscaba consolidar un frente unido para coordinar las acciones guerrilleras y optimizar el apoyo logístico y la protección de sus integrantes en la región.
El 27 de julio de 1946, durante el llamado Congreso de la Reunificación —una reunión estratégica en Carballeda de Valdeorras para consolidar el movimiento guerrillero—, Elvira Cuadrado fue sorprendido por una ofensiva de la Guardia Civil contra el campamento. El ataque resultó en su muerte y supuso un golpe importante para la resistencia antifranquista en Galicia y León. Su desaparición fue profundamente sentida, ya que representaba un símbolo de unidad y determinación en la lucha contra el franquismo.
A lo largo de las décadas, su figura ha sido recordada como un referente de la resistencia y la lucha por la libertad en Galicia y León, consolidándose como un ícono de la unidad guerrillera en la memoria histórica antifranquista.